# الغبرة (دير الزور)
الغبرة قرية سورية تتبع ناحية مركز البوكمال في منطقة البوكمال في محافظة دير الزور. بلغ عدد سكانها 9748 نسمة في عام 2004 حسب إحصاء المكتب المركزي للإحصاء.
تقع على الضفة الغربية لنهر الفرات يحدها من الشمال قرية السيال ومن الجنوب مزرعة عشائر .
يعمل سكانها بالزراعة كحرفة رئيسية وتربية الأغنام، كان لهم موسمان موسم يقضونه في البادية وهو الشتاء والربيع وموسم اخر يقضونه فيما يعرف بــ (الزور) وهو موسم الخريف والصيف وتسمية (الزور) هو الامتداد الزراعي المحاذي لنهر الفرات على طول امتداده.
فيها محطة لتصفية مياه الشرب ومركز صحي ومركز بلدة وفيها أكثر من ثمانية مساجد وأكثر من عشر مدارس ابتدائية وإعدادية وثانوية ووحدة إرشادية ومقسم للهواتف.